# Jak je důležité míti vysokou
Jak je důležité míti vysokou (v anglickém originále Mother and Child Reunion) je 20. díl 32. řady (celkem 704.) amerického animovaného seriálu Simpsonovi. Scénář napsal J. Stewart Burns a díl režírovala Jennifer Moellerová. V USA měl premiéru dne 9. května 2021 na stanici Fox Broadcasting Company a v Česku byl poprvé vysílán 7. června 2021 na stanici Prima Cool. Epizoda byla věnována památce Olympie Dukakis, která dříve hostovala jako postava Zelda v dílu Stařec a hoře.

## Děj
Rodina Simpsonových se vydá do kouzelnického obchodu Úžasného Herzoga, aby Líze k narozeninám koupila kouzelnickou sadu. Později se Herzog zeptá, jestli chtějí vidět budoucnost. Vezme rodinu do zadní části svého obchodu a vyloží jim budoucnost pomocí karet. Prozradí, že se Líza stane prezidentkou Spojených států, Homer přestane pít, z Barta se stane spořádaný člověk a mezi Marge a Lízou dojde k rozkmotření.
O devět let v budoucnosti si sedmnáctiletá Líza musí vybrat, na kterou vysokou školu půjde. Devatenáctiletý Bart jí připomene, že si mohla užívat dětství, ale místo toho se soustředila na studium. Poté se dozví, že na všechny vysoké školy ji přijali. Marge tedy uspořádá setkání, aby oslavila oznámení Líziny budoucí školy, ale Líza prozradí, že se rozhodla nejít na žádnou vysokou školu. To naruší Marginy plány do budoucna a kvůli Lízinu rozhodnutí se pohádají.
Líza dle rady od Neda Flanderse začne pracovat v obchodu, ale brzo z práce odejde. Otevře si vlastní školu Akademie Lízy Simpsonové a ta se rozšíří po celých Spojených státech. Kandiduje také na školní inspektorku proti Garymu Chalmersovi a vyhrává. Vyhraje také prezidentské volby a v den inaugurace se nastěhuje do Bílého domu.
Marge a Líza spolu téměř nemluví, Bart je šéfem, narkomafie a majitelem tří basketbalových klubů. Líza díky Bartovi vzpomíná na chvíle, kdy tu pro ni Marge byla, když potřebovala pomoct. Marge také navštíví Lízu a usmíří se za pomoci tlumočnice mezi matkou a dcerou.
Zpátky v přítomnosti se Líza ptá Herzoga, kolik z příběhů je pravdivých, a Nate Silver jí dá několik možností s různou pravděpodobností. Homer se zeptá, jestli může na křišťálové kouli pustit hokej, ale Nate ho informuje, že to není televize.

## Produkce

### Název
Původní název epizody byl „Senior Moment“ s produkčním kódem QABF09. Po prohození s Příběhem Vánoc minulých dostal tento díl kód QABF14.

### Vydání
Roku 2021 vydala stanice Fox Broadcasting Company dvanáct propagačních obrázků k dílu.

### České znění
Režisérem českého znění a zároveň úpravcem dialogů byl Zdeněk Štěpán, díl přeložil Vojtěch Kostiha. Hlavní role nadabovali Vlastimil Zavřel, Martin Dejdar, Jiří Lábus a Ivana Korolová. České znění vyrobila společnost FTV Prima v roce 2021.

## Přijetí

### Sledovanost
Ve Spojených státech díl v premiéře sledovalo 1,11 milionu diváků. Rating ve věkové skupině 18–49 let dosáhl při premiérovém vysílání hodnoty 0,3.

### Kritika
Tony Sokol, kritik Den of Geek, napsal: „Jak je důležité míti vysokou je jako protektorovaná pneumatika, která měla nadále hořet na springfieldské skládce pneumatik. Je to škoda, protože Simpsonovým se v této řadě daří vdechovat nový život do nových dílů,“ a ohodnotil jej 2,5 hvězdičkami z 5.